# Kevin Fickentscher
Kevin Fickentscher (6 juli 1988) is een Zwitsers voetbaldoelman die sinds 2009 voor de Zwitserse eersteklasser FC Sion uitkomt. Voordien speelde hij voor FC La Chaux-de-Fonds.